# Kultkikötő
A Kultkikötő egy összművészeti fesztivál, egy kulturális élménytér, amely több helyszínen is működik. Az egyik leghosszabb nyári programsorozat Magyarországon. Felnőtteknek és gyerekeknek szóló színházi előadásokkal, könnyűzenei koncertekkel, filmklubokkal. A színházi produkciók mellett kiállítások, közönségtalálkozók, irodalmi estek, kézműves foglalkozások, borkóstolók, valamint alkotótáborok (Összpróba Tábor) is szerepelnek a programjában. A prózai előadásokon kívül a balett, az opera és a néptánc is helyet kap.  

## Helyszínei
A legrégebbi helyszíne, a Balaton déli partján, Balatonföldvár központjában található, a Bajor Gizi sétányon, a park fái között. 
2013-tól a Kultkikötő együttműködő partnerként vesz részt a balatonboglári szabadtéri színpad, valamint a balatonfenyvesi színpad műsorának szervezésében.
2020-tól a balatonszárszói Csukás Színház új helyszínként csatlakozott a Kultkikötő programsorozatához.
2021-től újabb helyszínnel bővül a szabadtéri játszóhelyek száma, hiszen egy együttműködésnek köszönhetően az alsóörsi amfiteátrum színházi programjait a Kultkikötő biztosítja.
2024-ben felújítások kezdődtek a balatonfenyvesi Kultúrtér területén, ezért határozatlan időre a balatonfenyvesi helyszínén szünetelteti előadásait.

## Története
2005-ben a színházi szakemberek és pedagógusok vezette Összpróba Alapítvány állandó helyszínre, Balatonföldvárra költözött. A táborban a színházművészet elemeivel való ismerkedés mellett a résztvevők betekinthettek a film, a látványtervezés és a filmforgatás világába is. A próbák a művelődési házban, a szabadtéri színpadon zajlottak, a filmforgatás helyszínéül a Balaton-part és a kikötő szolgáltak. A tábor szervezőiben és résztvevőiben a közös munka során merült fel egy nyári kulturális fesztivál létrehozása, a szabadtéri színház lehetőségeinek minél teljesebb kiaknázására. Az Összpróba Alapítvány e kezdeményezése támogatóra talált Balatonföldvár városának vezetésében, így 2006-ban első évadával ennek az elképzelésnek megfelelően megkezdte működését a Kultkikötő – Balatonföldvári Szabadtéri Színház.
Az első előadást 2006. július 14-én tartották, amikor a kaposvári Csiky Gergely Színház társulata a Veszett fejsze című művet adta elő Mohácsi János rendezésében.
A Kultkikötő alapítója Nagy Viktor, ügyvezető igazgatója Zsilinszky Ádám, operatív igazgatója Szabó Tamás.
2009-től a Kultkikötő saját produkciók, koprodukciók bemutatásával is foglalkozik.
A 2014-es évben először határon túli társulatok előadásaival bővült a programkínálat.

## Saját produkciói

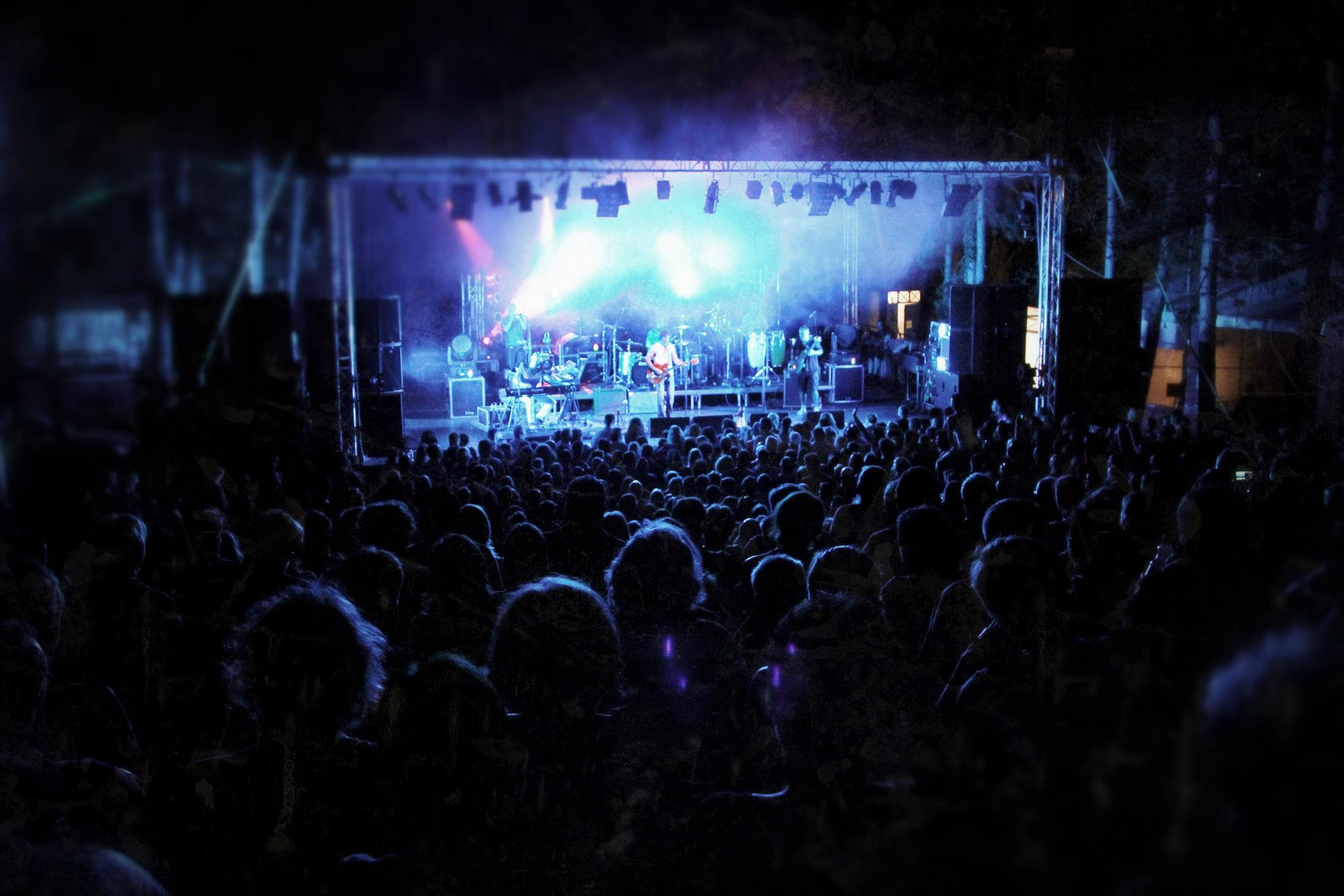
Koncert a Kultkikötőben

- Csókol anyád! (2009: együttműködés az Orlai Produkciós Irodával)
- Énke – Karinthy Frigyes-est (2011)
- Gyógyír északi szélre (2011: együttműködés az Orlai Produkciós Irodával)
- Áll a bál (2012: együttműködés a Katona József Színházzal)
- Lepsénynél még megvolt (2012: együttműködés a 011 Alkotócsoporttal)
- Hippolyt, a lakáj (2013: együttműködés az Orlai Produkciós Irodával)
- Roha(n)dó élet (2013: együttműködés a Dumaszínházzal)
- A csemegepultos naplója (2014: együttműködés az Orlai Produkciós Irodával)
- Bagoly és cica (2014: együttműködés az Orlai Produkciós Irodával)
- Boomerang baby – Marlene Dietrich ABC (2015.)
- Anyám, a nyolcadik kerület! (2018: együttműködés az Összpróba Alapítvánnyal)
- Boribon nyaralni megy (2020: együttműködés az Összpróba Alapítvánnyal)
- Vérző Magyarország (2020: együttműködés az Összpróba Alapítvánnyal)
- Aki megismeri Földvárt, megszereti örökre – Széchenyi Imre és Balatonföldvár… (2021: együttműködés az Összpróba Alapítvánnyal)
- Csukás-mese – Süsü és barátai (2021: együttműködés az Összpróba Alapítvánnyal)
- Férfi és Nő 4x (2022: együttműködés az Összpróba Alapítvánnyal)
- János vitéz (2023: együttműködés az Összpróba Alapítvánnyal)
- Maggi és Lillemor (2023: együttműködés az Összpróba Alapítvánnyal)
- Kippkopp és Tipptopp (2024: együttműködés az Összpróba Alapítvánnyal és a Thália Színházzal)
- Bohóc a pácban – hajcihő a cirkuszban (2024: együttműködés az Összpróba Alapítvánnyal és a Thália Színházzal)
- Bogyó és Babóca – Utazás Álomországba (2025: együttműködés az Összpróba Alapítvánnyal)
- Boldogan éltek (2025: együttműködés az Összpróba Alapítvánnyal)
- Életed hétvégéje (2025: együttműködés az Összpróba Alapítvánnyal és a Thália Színházzal)
- valamint az Összpróba ifjúsági alkotótábor és az Összpróba felnőtt alkotó tábor előadásai 2006-tól minden évben